# 2020 في قطر
هذه قائمة بالأحداث البارزة التي وقعت في عام 2020 في قطر.

## الحكم
الأمير:تميم بن حمد آل ثاني

## الأحداث

### شباط
- 27 فبراير - تم تأكيد الحالة الأولى لفيروس كورونا في البلاد.[1]

### تموز
- 14 تموز - محكمة العدل الدولية تحكم لصالح قطر، برفض استئناف قدمته البحرين والمملكة العربية السعودية ومصر والإمارات العربية المتحدة، مما يسمح لمنظمة الطيران المدني الدولي (إيكاو) بتحديد شرعية حزمة 2017 من العقوبات التي شملت الحصار الجوي.[2]